# Tabanus striatus
Tabanus striatus är en tvåvingeart som beskrevs av Fabricius 1787. Tabanus striatus ingår i släktet Tabanus och familjen bromsar. Inga underarter finns listade i Catalogue of Life.